# الويكي تهوى المعالم
مسابقة الويكي تهوى المعالم هي مسابقة تصوير سنوية ينظّمها متطوعو مجتمع ويكيبيديا وحركة ويكيميديا في كافَّة أنحاء العالم، وقد صنَّفتها موسوعة غينيس للأرقام القياسية عام 2011 كأكبر مسابقة تصوير في العالم بأسره. تعتمد هيكلية المسابقة على إجراء مسابقاتٍ محلية مُصغَّرة في كل دولةٍ من الدول المشاركة، حيث يقوم المشاركون بالتقاط الصور للمعالم الثقافية والتاريخية الأكثر أهمية في البلاد ورفعها إلى موقع ويكيميديا كومنز (مخزن ملفات ويكيبيديا ومشاريع الويكي الأخرى) تحت رخصة حرة، ممَّا يساهم بإشهار المعالم الثقافية للدول المختلفة وإثراء محتواها على ويكيبيديا، وبعد ذلك تختار كل دولةٍ أفضل عشر صورٍ لها لترشيحها إلى النهائيات. وتختلف جوائز الصورة الفائزة الأولى بحسب العام.
بدأت مسابقة الويكي تهوى المعالم في هولندا بأوروبا عام 2010 كمسابقةٍ محلية. في عام 2011، اتَّسعت دائرتها لتصبح منافسة على مستوى القارة الأوروبية، ثم تحوَّلت أخيراً إلى مسابقة عالمية في عام 2012 لتحظى بمشاركة 35 دولة مختلفة من خمس قارات.

## التاريخ

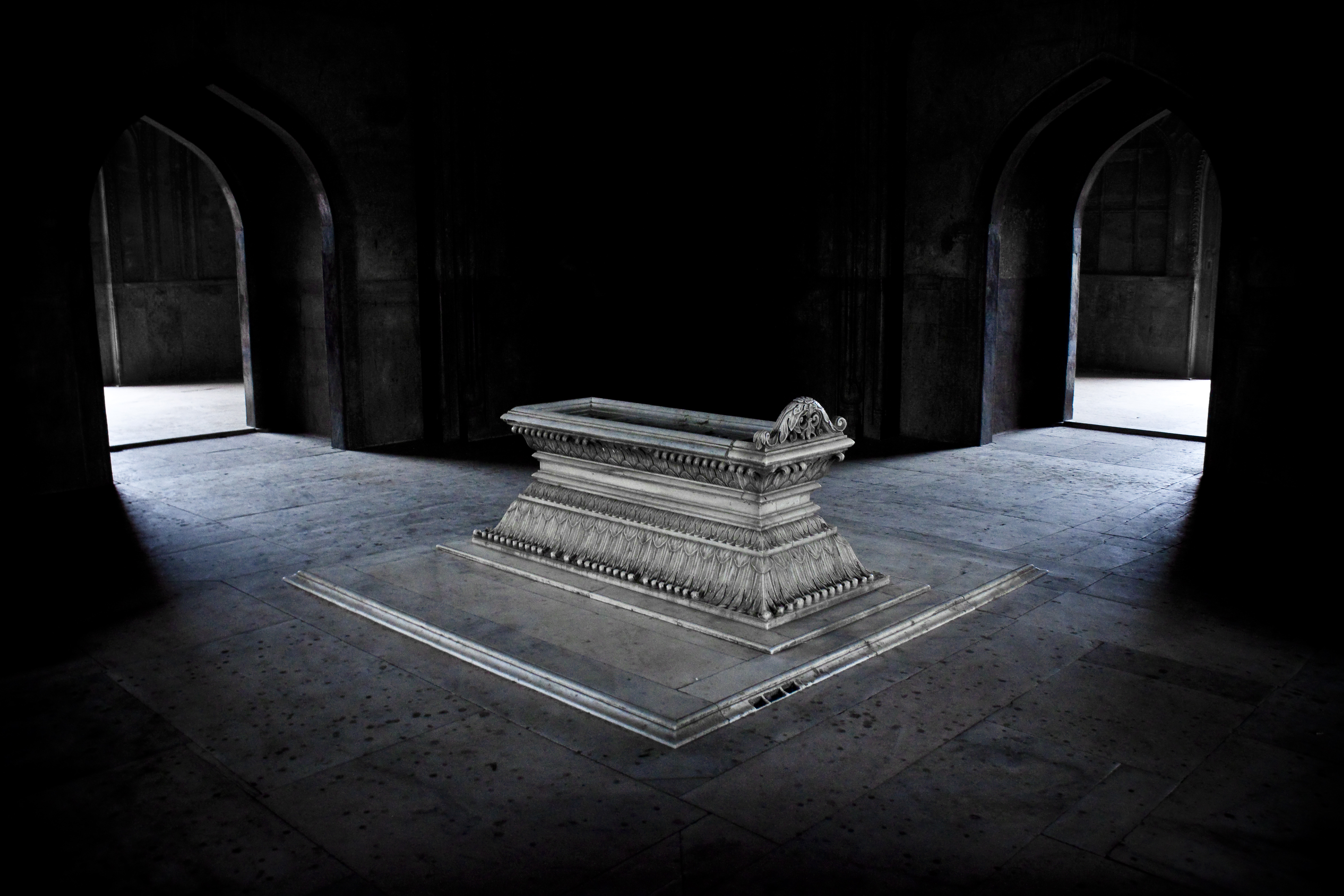
الصورة الأولى الفائزة لعام 2012 (مزار صفدر جنك، نيودلهي، الهند).

كانت بداية «الويكي تهوى المعالم» في عام 2010 كمسابقة محلية خاصة بتصوير "Rijksmonuments" (وهي التسمية الهولندية للمعالم الثقافية)، وذلك لتشجيع المصورين على المساعدة بتوثيق مواقع التراث الهولندية الوطنية وإشهارها. بلغ عدد الصور التي رفعت إلى ويكيميديا كومنز خلال المسابقة الأولى 12,500 صورة مختلفة لمعالم هولندا، حصدت منها 10 صورٍ الجوائز الأولى.
أدى نجاح التجربة الأولى إلى توسُّع المسابقة لباقي أنحاء أوروبا، وأقيمت المسابقة الثانية عام 2011 بالتعاون مع أيام التراث الأوروبية (فعالية ثقافية ينظّمها مجلس أوروبا)، وشاركت في المسابقة 18 دولة أضافت نحو 171,131 صورة إلى كومنز. وقد صنَّفتها موسوعة غينيس للأرقام القياسية في إصدارتها عام 2011 كأكبر مسابقة تصوير في العالم أجمع، وذلك برفع 168,208 صورة مختلف على أيدي أكثر من 5,000 مشارك.
- في عام 2012، أصبحت الويكي تهوى المعالم مسابقة عالمية بمشاركة 35 دولة ومنطقة من خمسٍ من قارات العالم، وبلغ عدد الصور الملتقطة خلالها أكثر من 365,394 صورة.[6][7] كانت الدول المشاركة في المسابقة هي: أندورا وإسبانيا وإستونيا وألمانيا وأوكرانيا وإيطاليا وبلجيكا وبولندا وبيلاروسيا وتشيكيا والدنمارك وروسيا ورومانيا وسلوفاكيا والسويد وسويسرا وصربيا وفرنسا ومنطقة كتالونيا ولوكسمبورغ والنرويج والنمسا وهولندا من أوروبا، وإسرائيل والفلبين والهند من آسيا، وجنوب أفريقيا وكينيا وغانا من أفريقيا، والأرجنتين وبنما وتشيلي وكولومبيا والمكسيك وكندا والولايات المتحدة من الأمريكيتين.[8]
- في عام 2013 سجلت المسابقة دخول خمس دول عربية هي سوريا الأردن مصر تونس والجزائر حيث وصل عدد الدول المشاركة ل 51 دولة في العالم رفعت 371,142 صورة

في العالم العربي
| البلد   | عدد المشاركين | عدد الصور | حجم الصور |
| ------- | ------------- | --------- | --------- |
| الجزائر | 48            | 1041      | 2507      |
| مصر     | 101           | 600       | 1357      |
| الأردن  | 56            | 1377      | 3794      |
| تونس    | 64            | 1490      | 8548      |
| سوريا   | 63            | 1520      | 1438      |

## الصور الفائزة عالميا

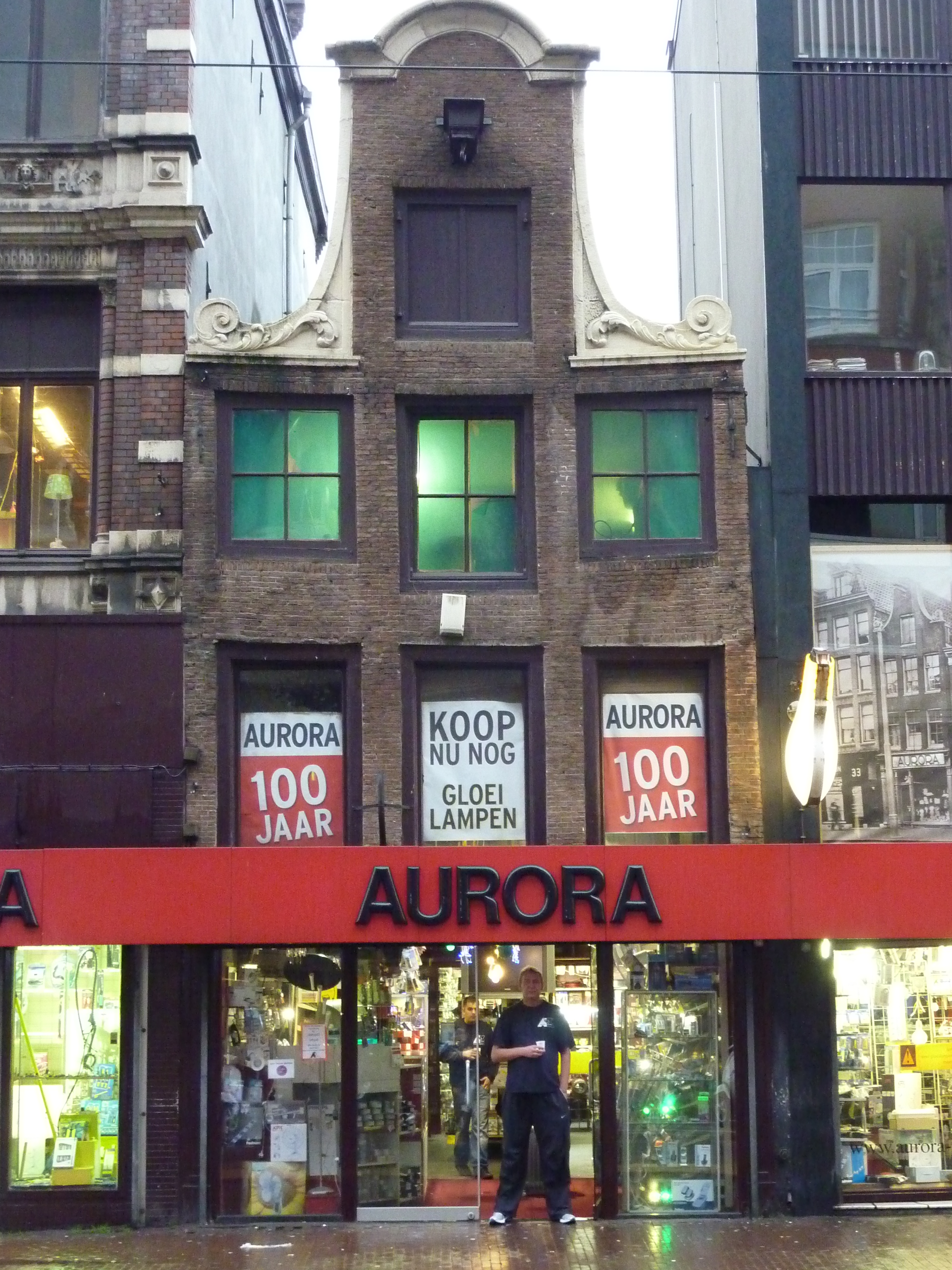
2010 : فيزلسترات 31 أمستردام في هولندا.
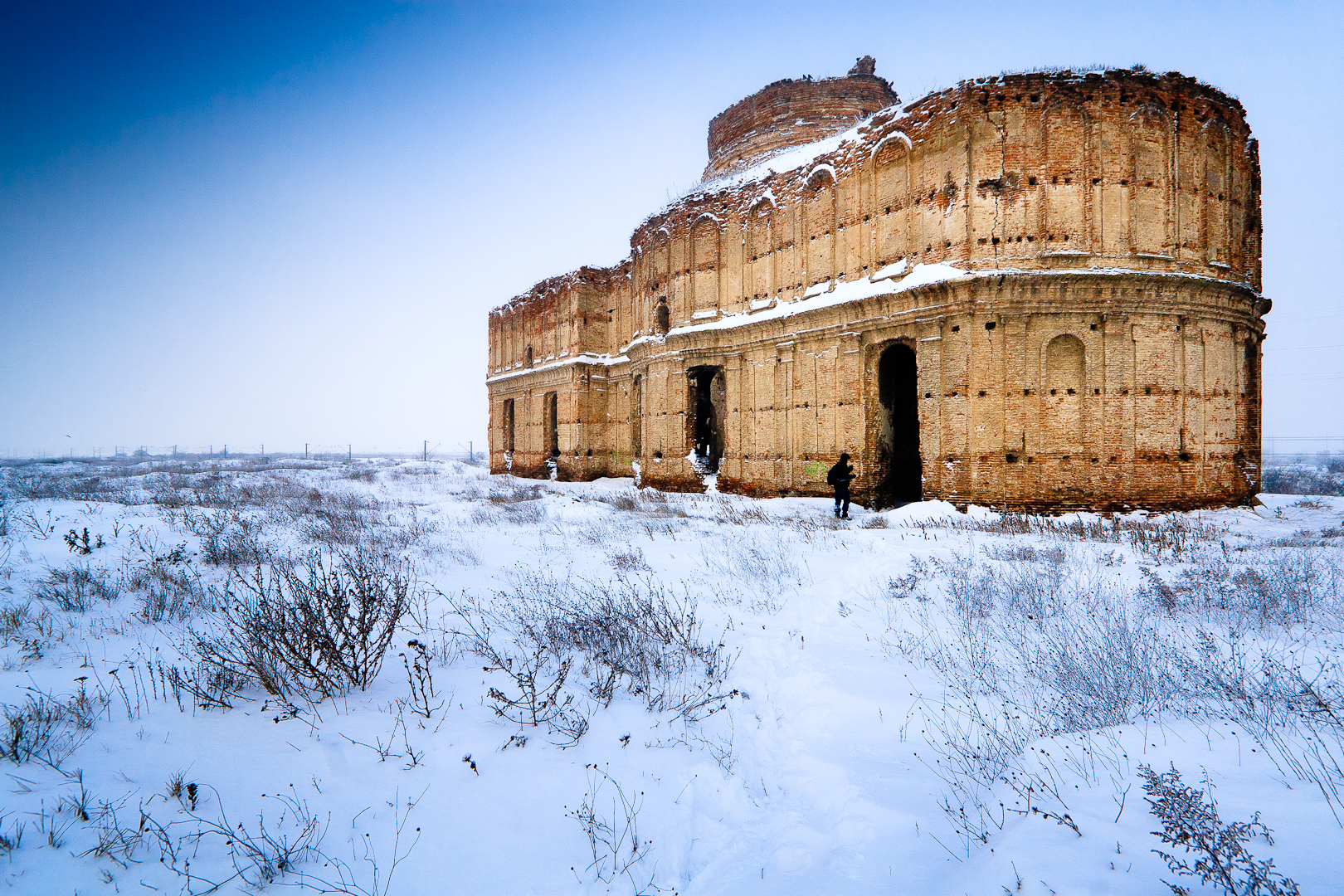
2011 : Le منستير شياينا في رومانيا.
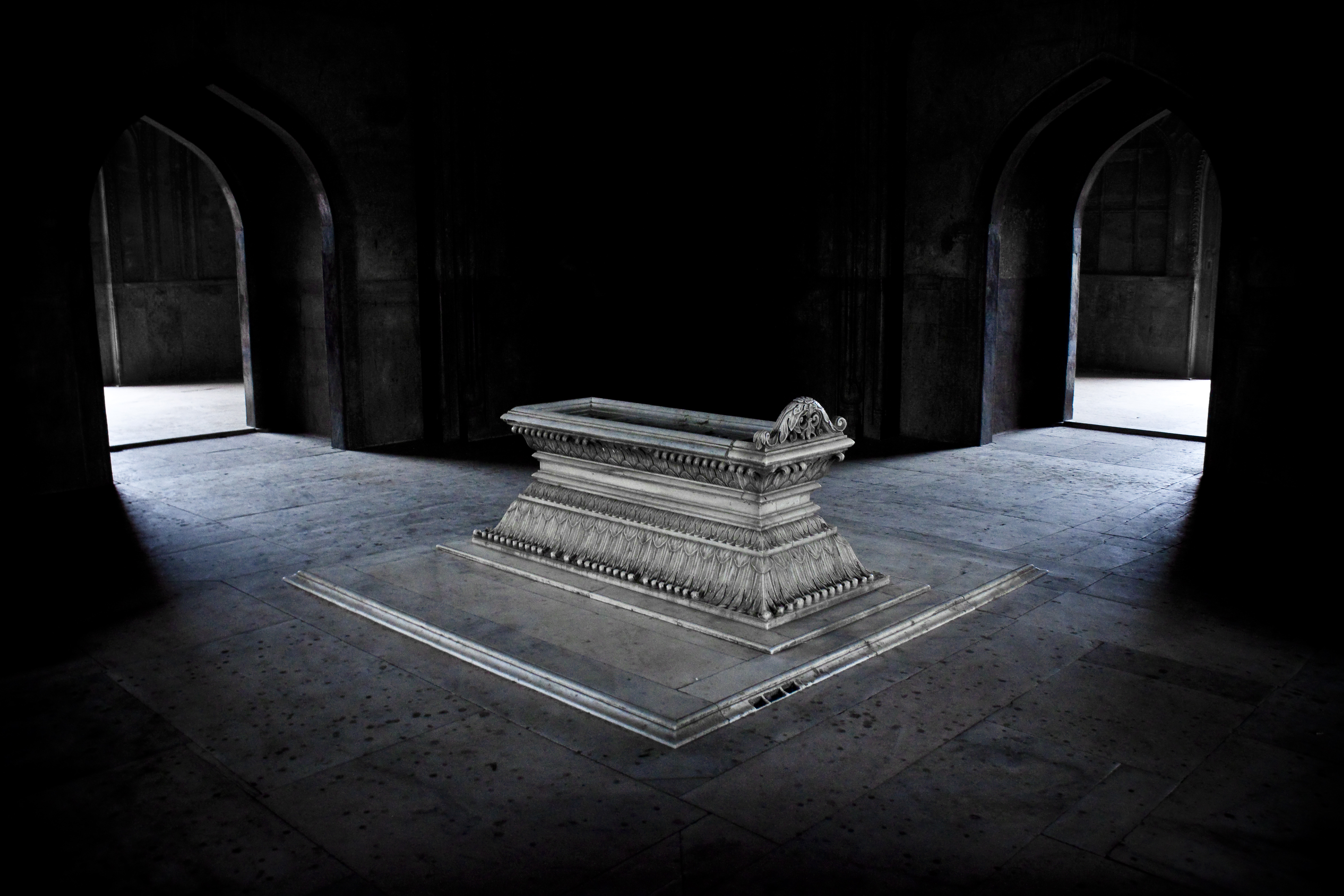
2012 : مزار صفدر جنك في نيودلهي.
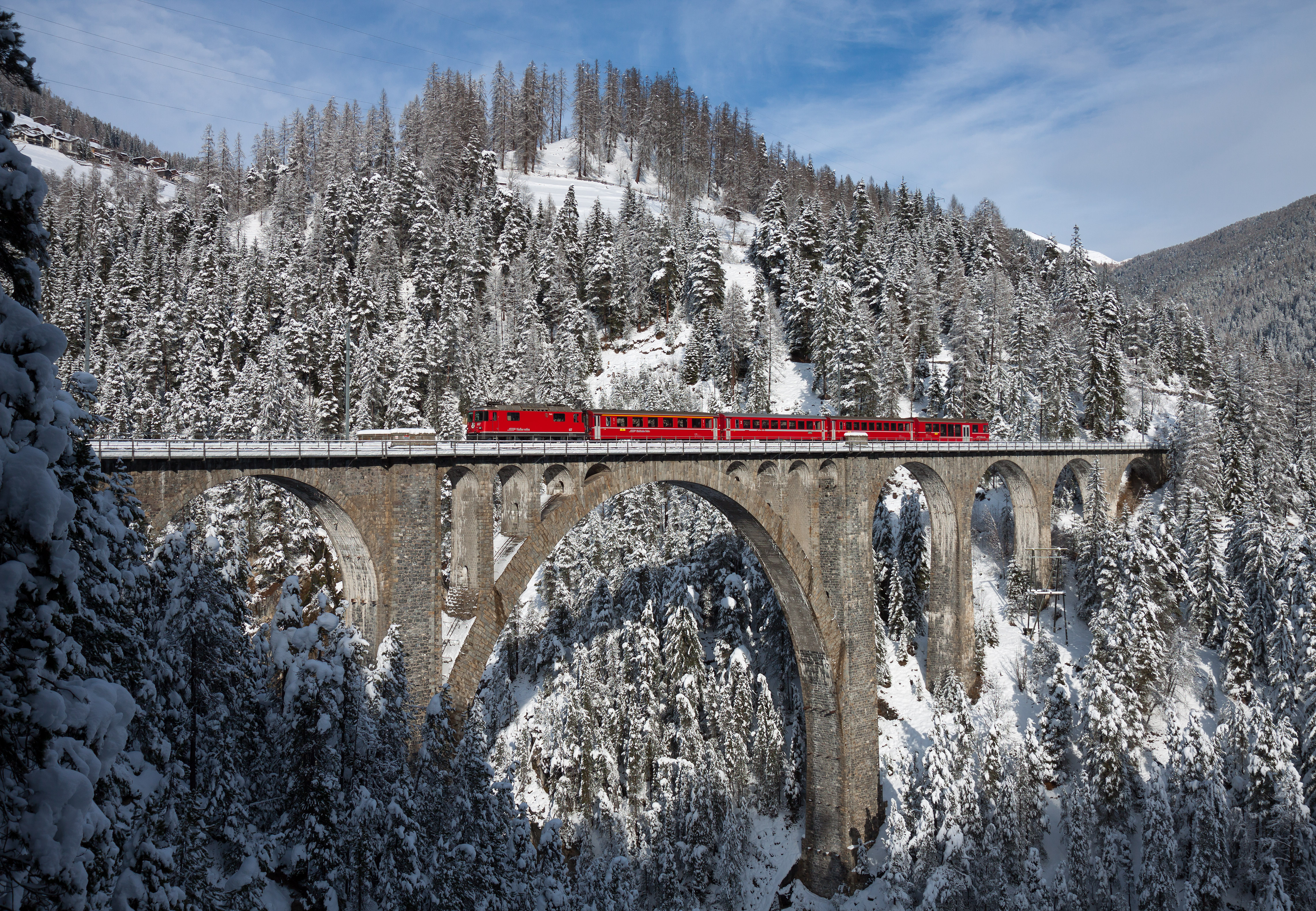
2013 : جسر فيسم في سويسرا.
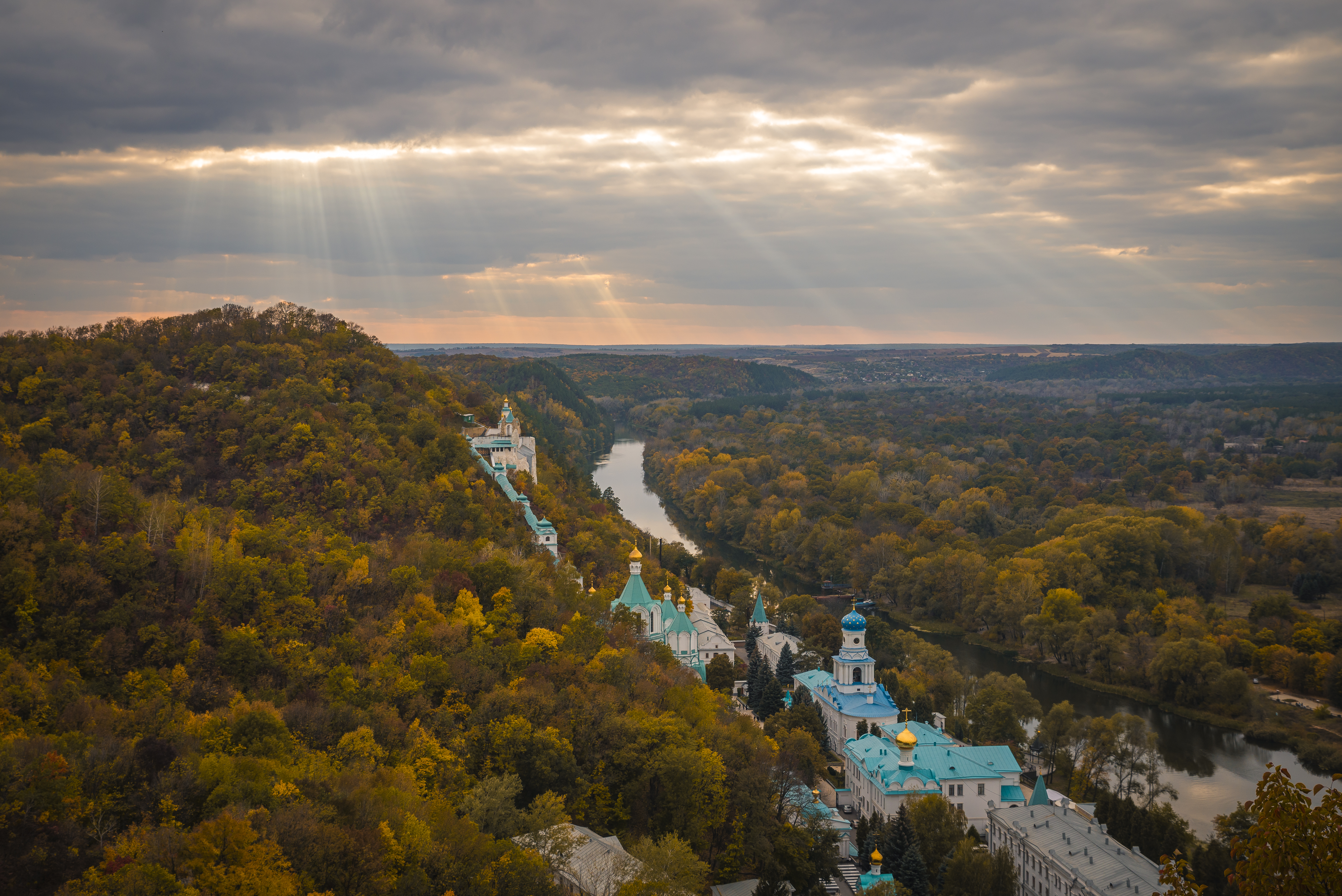
2014 : منستير لور دي سفيياتوهيسك في أوكرانيا.
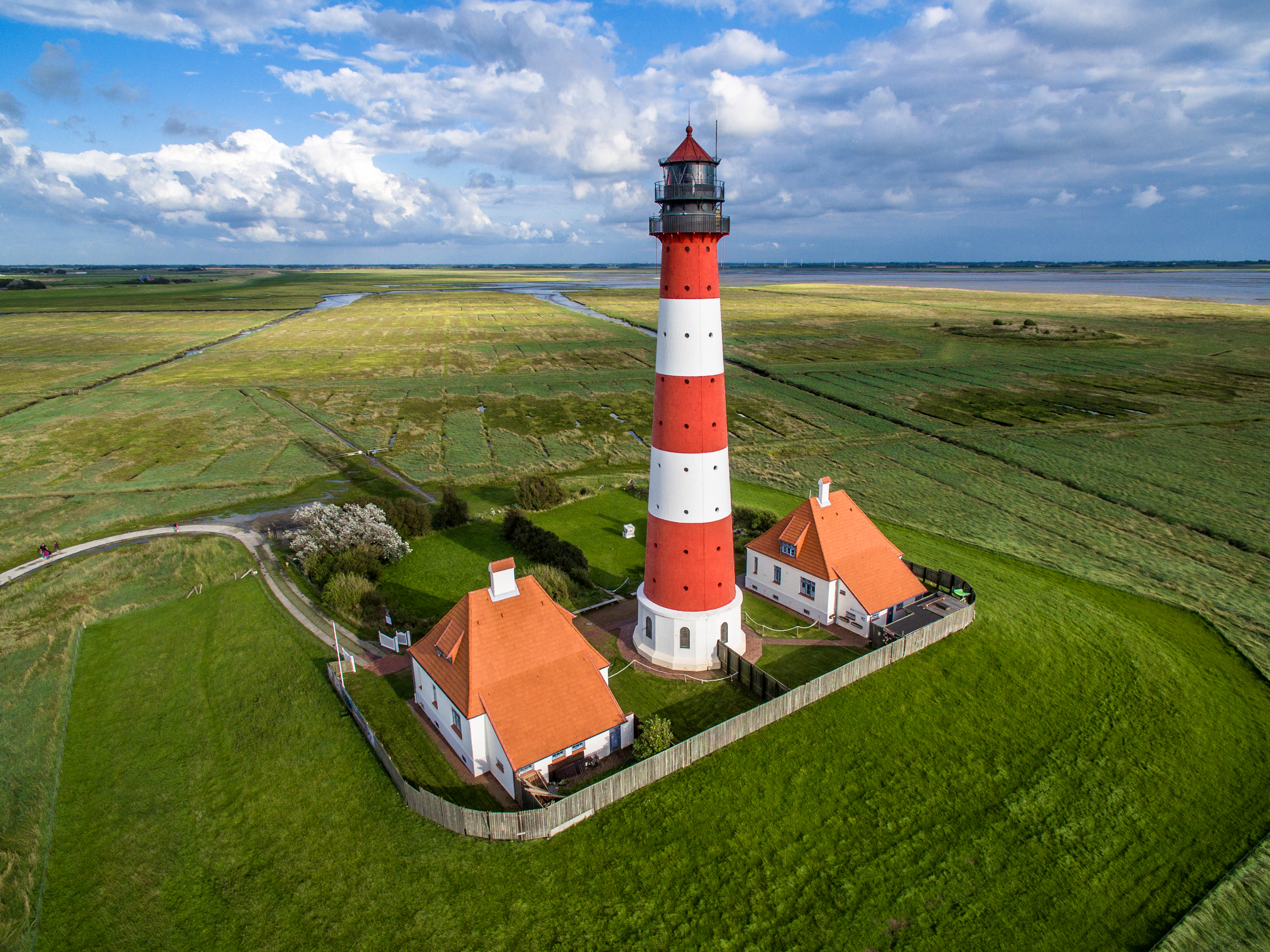
2015 : منارة وسترهيفرسند في ألمانيا.
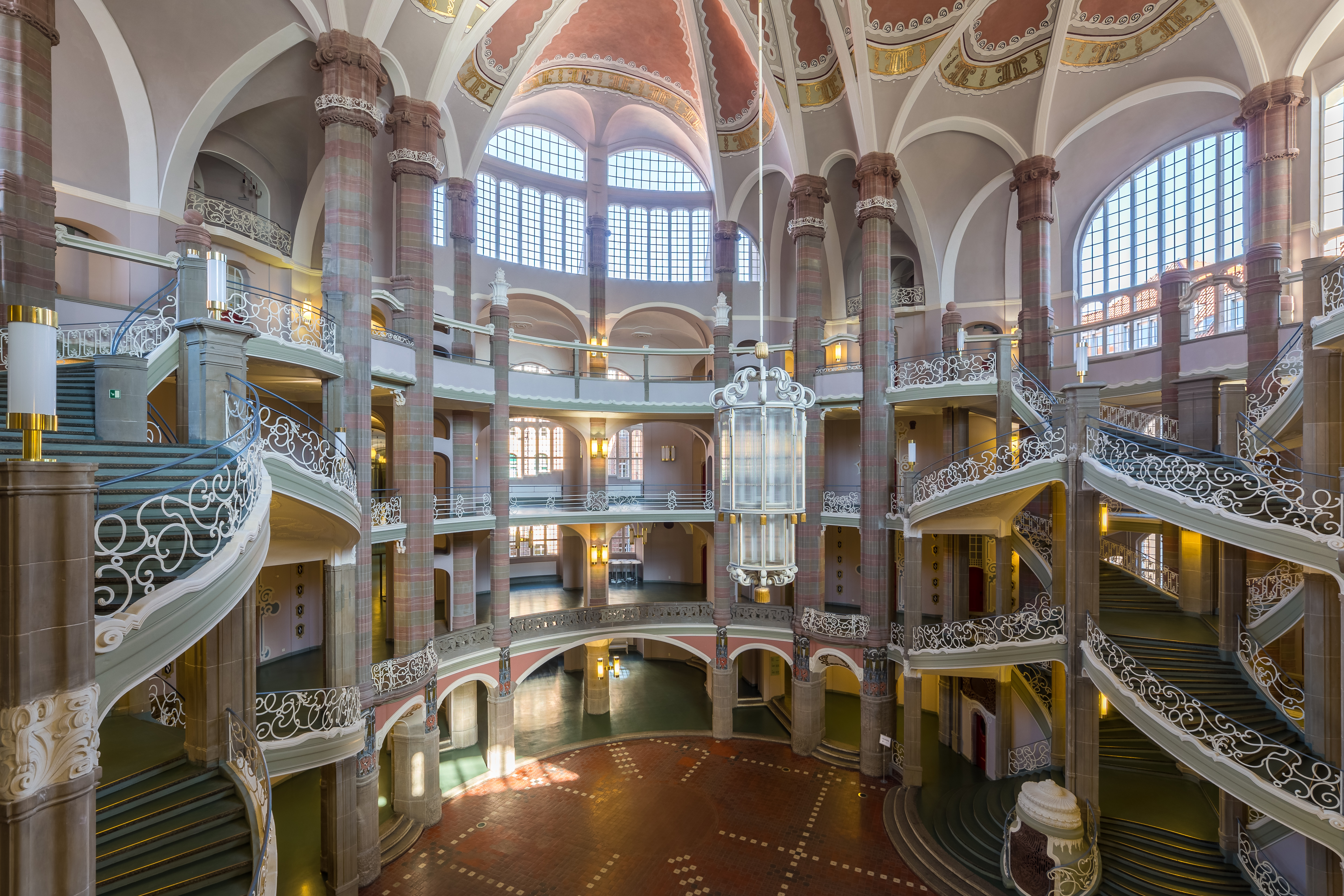
2016 : مدخل رواق المحكمة الجهوية برلين
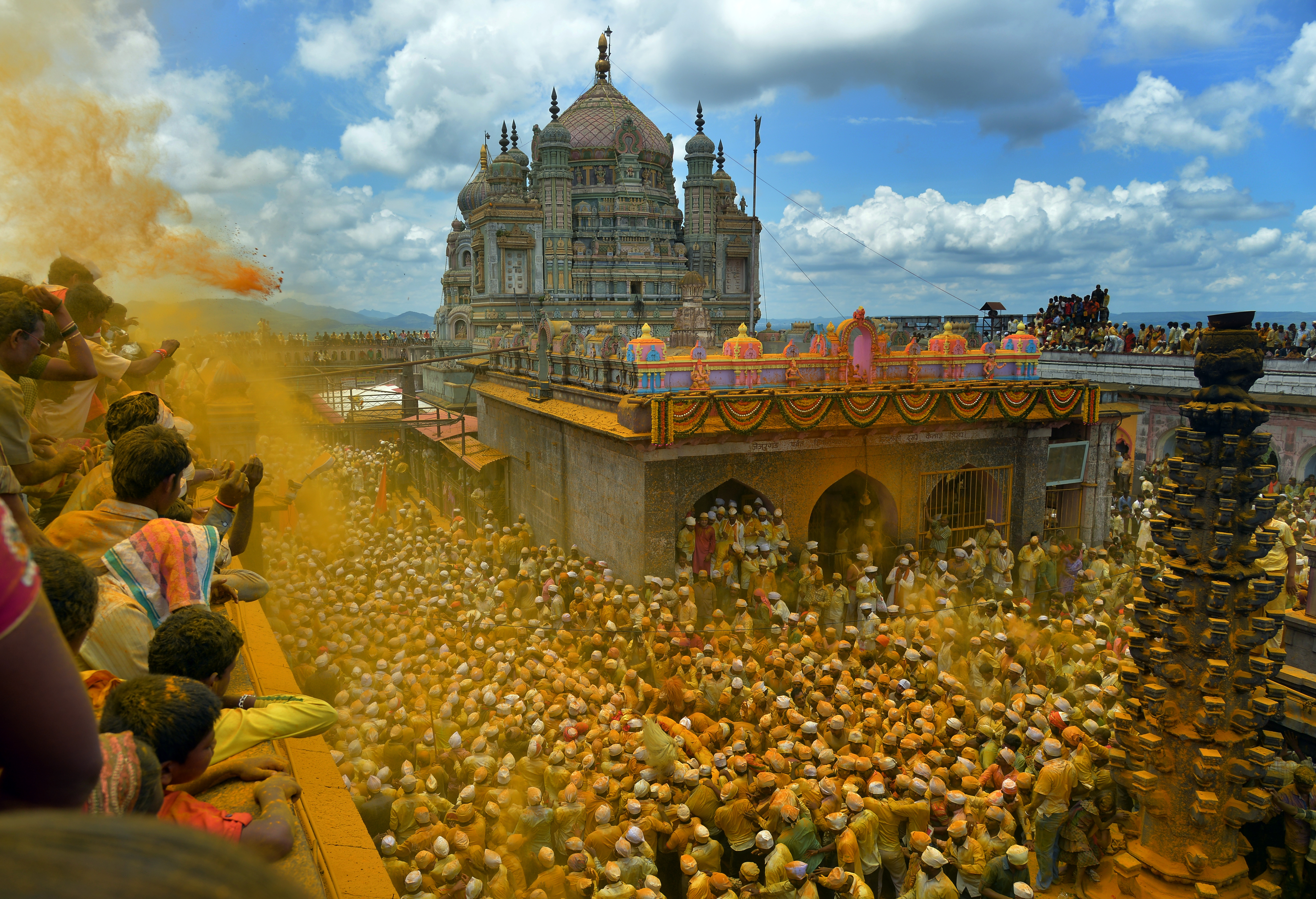
2017 : معبد خاندوبا في بيون، الهند

## صور

خريطة الدول الأوروبية المشاركة لعام 2011.
خريطة الدول العالمية المشاركة لعام 2012.
خريطة الدول العالمية المشاركة لعام 2013.
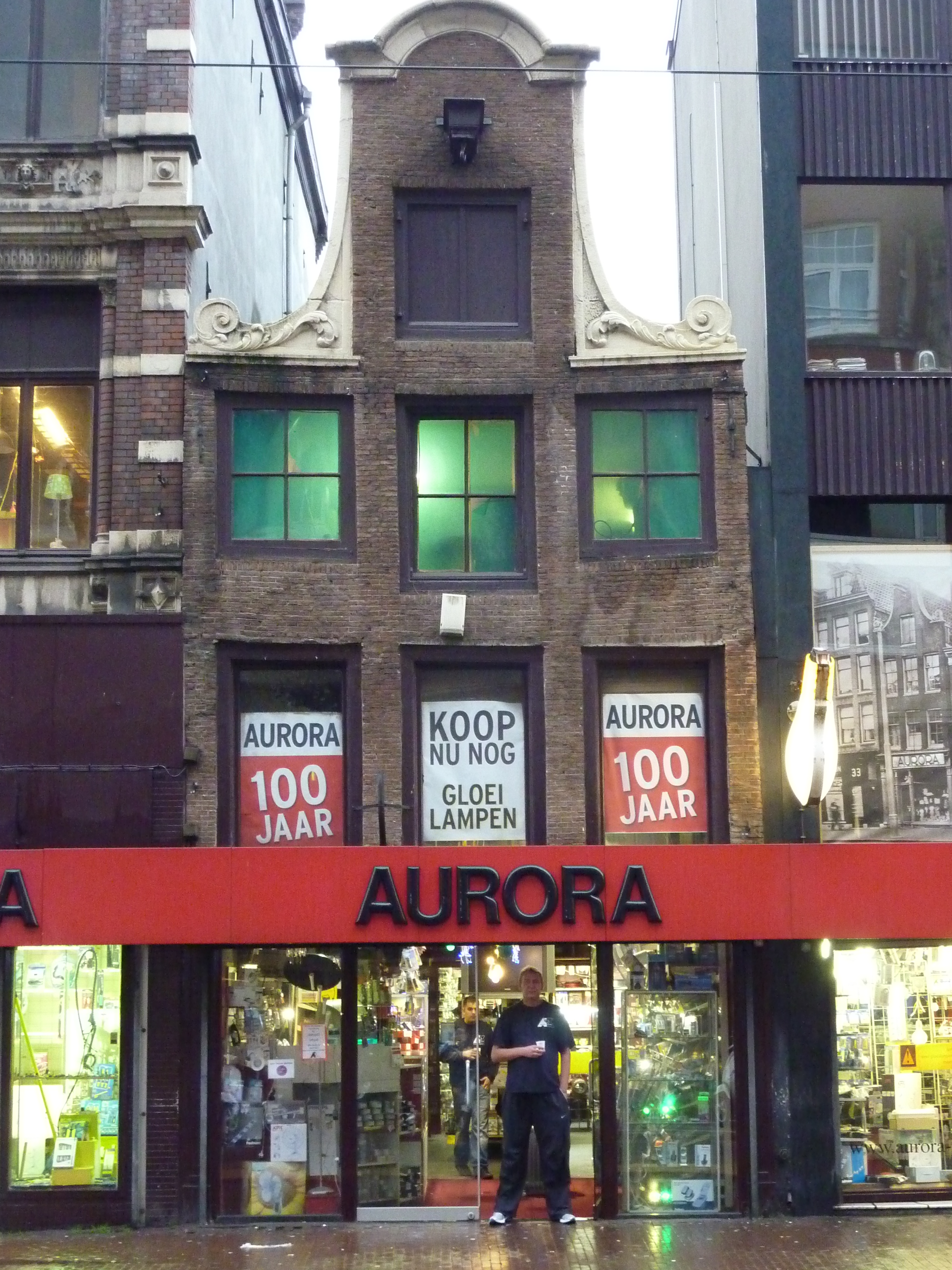
الصورة الأولى الفائزة لعام 2010 (أمستردام، هولندا).
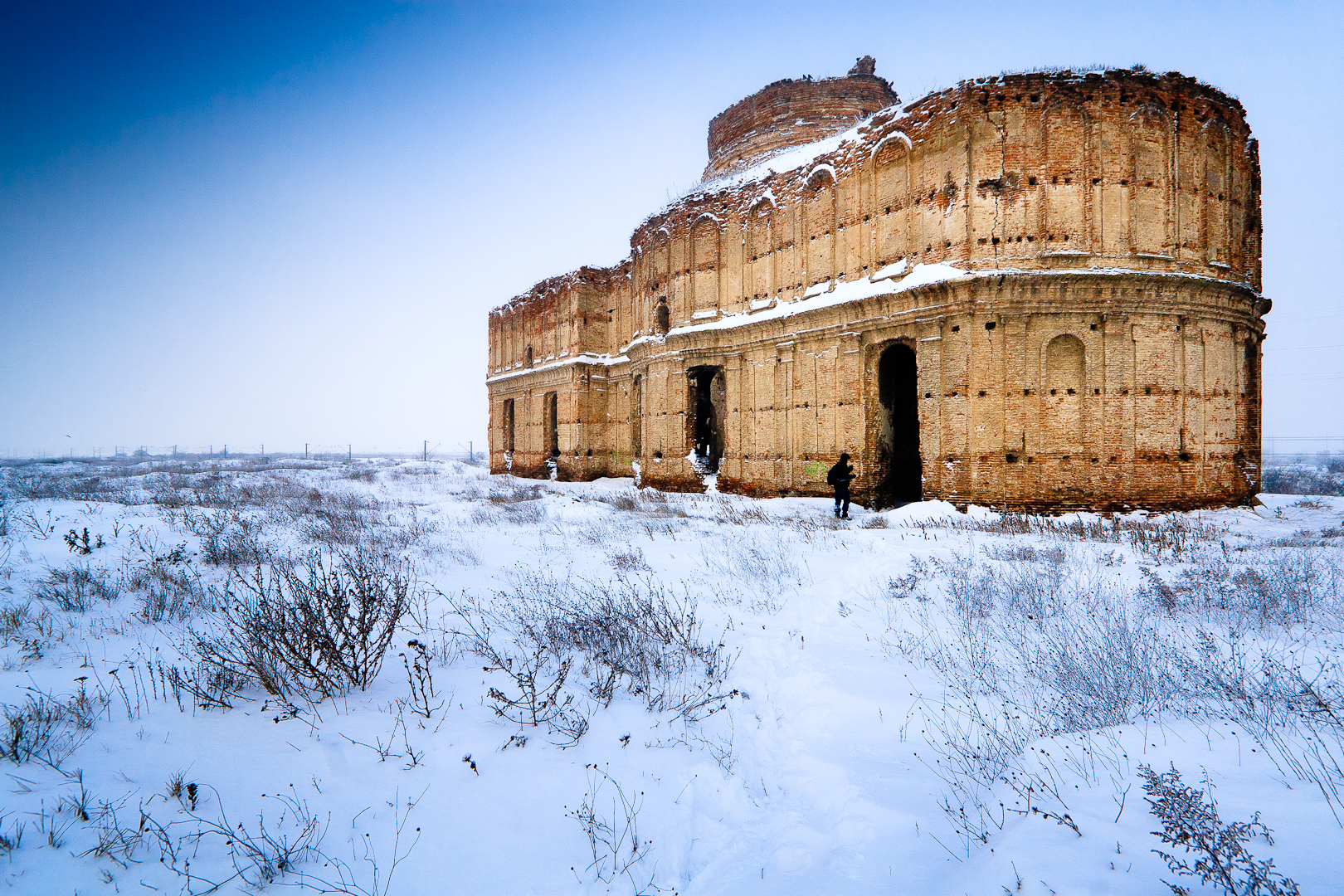
الصورة الأولى الفائزة لعام 2011 (دير شياجنا، رومانيا).